# Давальницькі умови
Дава́льницькі умо́ви — будь-які умови, визначені в договорах між суб'єктом підприємницької діяльності (замовником) і суб'єктом підприємницької діяльності виробником), за яких виготовляється підакцизна продукція, яка є власністю замовника.
Договір на переробку давальницької сировини належить до цивільно-правових договорів, оскільки містить у собі ознаки договору підряду (стаття 332 Цивільного Кодексу України). Предметом договору на переробку давальницької сировини є надання послуг і обробки, збагачення або переробки давальницької сировини в готову продукцію. 
Підрядні договори на давальницьких умовах поширилися в період ринкових реформ. Переробка давальницької сировини на давальницьких умовах досить широко застосовується в аграрному секторі економіки, нафтопереробній промисловості, при виробництві спирту та деяких інших сферах виробництва. Характерною рисою цих відносин є те, що в усіх випадках власниками давальницької сировини, переданої на переробку, та виготовлення з неї готової продукції є замовники, крім сировини і готової продукції, які є платою виконавцям за переробку.
За давальницькими умовами розрахунки за переробку, обробку, збагачення чи використання давальницької сировини можуть здійснюватися у грошовій формі, шляхом виділення частини давальницької сировини чи готової продукції або з використанням трьох форм одночасно за згодою замовника і виконавця.

## Дивись також
- Толінг
- Законодавча термінологія